# Slaget vid Lumphanan
Slaget vid Lumphanan stod år 1057 där Malcolm III besegrade Macbeth kung av Skottland i kampen om tronen. Macbeth hade retirerat över Cairnamounth passet och tagit ställning vid Lumphanan. Han sårades dödligt och lär ha dött vid Scone några dagar senare om vi får tro det skotska poesieposet The Prophecy of Berchán. Stridigheterna fortsatte då Macbeths styvson Lulach blev installerad som kung kort efter.